# 胸斑褶唇鱼
曼氏褶唇魚（学名：Labropsis manabei），又名胸斑褶唇魚、倍良、柳冷仔、曼氏擬隆鯛，为輻鰭魚綱鱸形目隆頭魚亞目隆頭魚科褶唇魚屬下的一个种，分布於西太平洋的日本、台灣、菲律賓海域，棲息深度5-30公尺，體長可達10公分，棲息在珊瑚礁區，以珊瑚蟲為食，可作為觀賞魚。